# 夏野向日葵
夏野 向日葵（なつの ひまわり）は日本の女性声優。主にアダルトゲームに声をあてている。

## 出演

### ゲーム

#### 1999年
- とらいあんぐるハート2 さざなみ女子寮（陣内 美緒）

#### 2000年
- 使用中 〜W.C.〜（流 雪子）
- 贖罪の教室 〜The seven stories of sin〜（西野 さつき）
- るな・シーズン 〜150分の1の恋人〜
- わたしのありか。（ありす）

#### 2001年
- 快落 〜背徳の翼〜（マリア）
- Coda -棘-（佐々木 美鶴）
- 贖罪の教室 BADEND（西野 さつき）
- Sacrifice 〜制服狩り〜（二宮 来沙）
- ツクヨミ 〜稀人の唄〜（若宮 朋）
- ぶっかけ天使シルキー&ミルキー（ミルキー）
- 螺旋回廊2（岡本 悠里）
- Railway 〜ここにある夢〜（西倉 智香）

#### 2002年
- 女教師・牝奴隷（田坂 起美子）
- きのこ 禁断の治療薬（筑紫 世莉）
- けがれた英雄 〜邪淫聖女狩〜（アネイリン）
- コミックカフェ（相原 理沙）
- 失楽の神女
- 性裁恥療 〜恥辱に濡れる白衣〜（新条 あかね）
- D.C. 〜ダ・カーポ〜（水越萌）
- new 〜メイドさんの学校〜（天乃川 雪）
- "Hello, world."（久我山 深佳）
- 人妻麻雀（五十嵐 麻奈）
- 僕のあたらしい先生
- Milkyway2（霧島 奈緒美、嘉神 麻衣）
- めい★ぷる

#### 2003年
- 華夏楼 〜かげろう〜（武田 神楽）
- 機械仕掛けの館（奈良崎 ミヨ）
- すくみず 〜フェチ☆になるもんっ!〜（石橋 媛）
- 崩壊序曲 -OWN RESPECT-
- 保母さんちゅ!（千晶）[1]
- 魔女っ娘ア・ラ・モード（ソレイユ・ブリリアント）
- ママさんバレー ((乳ゆれまんせー))（市原 萌子、岸辺 一徳子）

#### 2004年
- Canvas2（鷺ノ宮 紗綾）
- D.C.P.C 〜ダ・カーポ〜 プラスコミュニケーション（水越萌）
- Peace@Pieces（杏）
- ぷにぷに☆はんどメイド（メイ）

#### 2005年
- 最果てのイマ（塚本 葉子）
- 魔女っ娘ア・ラ・モード DVD EDITION（ソレイユ・ブリリアント）
- メイドさんは人妻 〜美弥子さんの誘惑日記〜（篠原 美弥子）
- わんもあ@ぴぃしぃず（杏、アンジェリカス）

#### 2006年
- Axia（メルチル）
- ダイス・き! 〜恋は運任せ〜（宮内 れもん）

#### 2007年
- Circus LandI（石橋 媛、水越 萌）

#### 2008年
- オトメクライシス（シグルズ）
- D.C. After Seasons 〜ダ・カーポ〜 アフターシーズンズ（水越 萌）
- 魔法戦士レムティアナイツ -光の乙女たち-（サキュバス）
- 6人の女教師（秋野 もみじ）

#### 2009年
- 来てね! 魔法戦士の学園祭 -FANDISCの乙女たち-（サキュバス）

#### 2010年
- D.C. Dream X'mas 〜ダ・カーポ〜 ドリームクリスマス (水越 萌)

#### 2012年
- プリズマティックプリンセス☆ユニゾンスターズ（杏）[2]

### OVA
- パンチラティーチャー（夏川 良子）

### ドラマCD
- "Hello, world." ブッチャケ!ハローワールド ドラマティックCD（2003年、久我山 深佳）